# Gaoxian
Gaoxian (kinesiska: 高贤, 高贤乡) är en socken i Kina. Den ligger i provinsen Henan, i den centrala delen av landet, omkring 120 kilometer sydost om provinshuvudstaden Zhengzhou. Antalet invånare är 40 282. Befolkningen består av 20 022 kvinnor och 20 260 män. Barn under 15 år utgör 25,0 %, vuxna 15-64 år 66 %, och äldre över 65 år 8,0 %.
Genomsnittlig årsnederbörd är 833 millimeter. Den regnigaste månaden är juli, med i genomsnitt 193 mm nederbörd, och den torraste är januari, med 4 mm nederbörd.